# Фонда (Њујорк)
Фонда (енгл. Fonda) град је у америчкој савезној држави Њујорк.

## Демографија
По попису из 2010. године број становника је 795, што је 15 (-1,9%) становника мање него 2000. године.
| Група             | 2000.       | 2010.       |
| Белци             | 774 (95,6%) | 757 (95,2%) |
| Афроамериканци    | 3 (0,4%)    | 3 (0,4%)    |
| Азијати           | 4 (0,5%)    | 4 (0,5%)    |
| Хиспаноамериканци | 18 (2,2%)   | 23 (2,9%)   |
| Укупно            | 810         | 795         |